# Sanatorio de Puigdolena
El sanatorio de Puigdolena fue un centro hospitalario dedicado principalmente al tratamiento de la tuberculosis, ubicado en el término municipal de San Quirico Safaja, en la provincia de Barcelona, España. Actualmente alberga un centro de menores, gestionado por las hermanas Dominicas de la Anunciata.

## Ubicación
El edificio del antiguo sanatorio de Puigdolena está ubicado en la vertiente sur-occidental del cerro homónimo, a 703 m de altitud sobre el nivel del mar. El acceso al recinto se encuentra en el kilómetro 7 de la C-1413b.

## Historia
El sanatorio antituberculoso entró en servicio en 1933. De carácter privado, sus enfermeras pertenecían a la orden religiosa de las Dominicas de la Anunciata, congregación fundada por el catalán San Francisco Coll. Entre sus pacientes destacaron el pintor y escultor Antoni Tàpies, el escritor Josep Maria Castellet, el empresario y político José Enrique de Olano y el poeta Màrius Torres, quien falleció en el centro en 1942, tras siete años de residencia.
El sanatorio cerró sus puertas en febrero de 1954. En septiembre de ese mismo año su gestión fue asumida por la Asociación Obra de Fátima de Barcelona, que lo convirtió en centro de acogida de menores con problemas de salud. En 1955, bajo de la tutela de la Hermanas Dominicas de la Anunciata, se convirtió en un preventorio para niñas con problemas socioeconómicos, con el nombre de Casa de Familia Nuestra Señora del Rosario.
En 1989 la orden propietaria firmó un convenio con la Dirección General de Atención a la Infancia de la Generalidad de Cataluña, convirtiéndose desde entonces en el «Centro Residencial de Acción Educativa Mare de Déu del Roser».